# 魏咎
魏 咎（ぎ きゅう、? - 紀元前208年）は、中国の戦国時代後期から秦代にかけての政治家。 魏豹の兄、または従兄。秦末に魏王を名乗ったが、秦に攻められ、自殺した。

## 生涯
魏王室の公子であり、魏の甯陵君（寧陵君）に封じられた。
魏王假3年（紀元前225年）、魏が秦に滅ぼされると、魏咎も平民におとされた。
二世元年（紀元前209年）7月、陳勝・呉広の乱が起こって中国全土が騒乱状態になる。魏咎も陳勝の元に赴いて配下となる。
二世2年（紀元前208年）10月、陳勝の配下である魏出身の周巿が魏の地の平定を行う。魏咎は魏の地の平定に加わらず、陳に留まった。
同年11月、斉や趙は周巿を王として立てようとしたが、周巿は魏王室の後裔である魏咎を迎えて王としたいと考えて、斉や趙の要請を受けず、陳勝に魏咎を迎え入れようと交渉する。
同年12月、使者が魏と陳の間を5回往復する交渉が行われた後、陳勝は魏咎を魏へ派遣する。魏咎は周巿らに擁立されて魏王となった。周巿は魏の相となる。しかし、同月に、陳勝が秦の将軍の章邯と戦い敗走して、部下の荘賈に裏切られて殺される。
同年端月（1月）、秦軍を率いる章邯は陳勝を破ると魏を攻めてきた。秦と魏は臨済において戦いを繰り広げた。陳平が若者たちを引き連れて臨済にいる魏咎に仕えてきた。魏咎は陳平を太僕に任命する。しかし、魏咎が陳平の意見を聴き入れず、陳平を讒言する者もいたので、陳平は逃亡して項羽に仕えた。魏咎は臨済において、章邯の軍に包囲される。
同年4月、臨済に危急が迫り、魏咎は周巿を派遣して、援軍を斉と楚に請う。楚の項梁は（一族の）項它を援軍に送り、斉の田儋は田巴に兵を率いて周巿とともに魏を救援した。章邯はこの軍も撃破し、周巿らを討ち取ってしまい、臨済はまた包囲される。
同年6月、斉王の田儋が援軍として臨済に来る。しかし、章邯の夜襲を受けて、斉と魏の軍は大敗する。田儋も臨済において、戦死した。魏咎は魏の民の為に章邯に降伏を誓約する。誓約が成立したため、魏咎は焼身自殺をした。
魏咎の死後、楚の項梁を頼って逃亡していた弟または従弟の魏豹は懐王（楚の懐王の玄孫で擁立された西楚の義帝）より数千の兵を借り、魏の20余城を攻め落とし、章邯が項羽に降ると、自ら魏王と称した。

## 史料
- 『史記』